# Spoorlijn Flensburg - aansluiting Friedensweg
De spoorlijn Flensburg - aansluiting Friedensweg is een Duitse spoorlijn in Sleeswijk-Holstein en is als spoorlijn 1005 onder beheer van DB Netze.

## Geschiedenis
Het traject werd door de Deutsche Reichsbahn geopend in 1927 als aansluiting van van het nieuwe station van Flensburg in 1927 op de lijn naar Denemarken. Hiermee werd de bestaande spoorlijn aansluiting Wilhelminental - aansluiting Friedensweg vervangen waardoor treinen niet langer van richting hoefden te wisselen.

## Treindiensten
De Deutsche Bahn verzorgt het personenvervoer op dit traject met ICE en IC treinen. De Danske Statsbaner verzorgt het personenvervoer met IC treinen.
| Serie    | Treinsoort                        | Route | Bijzonderheden          |
| -------- | --------------------------------- | --- | ----------------------- |
| ICE 76   | InterCityExpress (DB Fernverkehr) | Århus H – Skanderborg – Horsens – Vejle – Fredericia – Kolding – Padborg – Flensburg – Schleswig – Rendsburg – Neumünster – Hamburg Dammtor – Hamburg Hbf                                                          | Enkele treinen per dag. |
| IC/EC 76 | Intercity (DB Fernverkehr)        | Hamburg Dammtor – Neumünster – Rendsburg – Schleswig – Flensburg – Padborg – Kolding – Fredericia – Vejle – Horsens – Skanderborg – Århus H                                                                        |                         |
| IC 5     | Intercity (DSB)                   | [ Københavns Lufthavn ] / [ Østerport – Nørreport ] – København H – Høje Taastrup – Odense – Fredericia – Kolding – Lunderskov – Vamdrup – Vojens – Rødekro – Tinglev – Kliplev – Gråsten – Sønderborg – Flensburg |                         |

## Aansluitingen
In de volgende plaatsen is of was er een aansluiting op de volgende spoorlijnen:
Flensburg
DB 1020, spoorlijn tussen Kiel en Flensburg
DB 1040, spoorlijn tussen Neumünster en Flensburg
aansluiting Friedensweg
DB 1000, spoorlijn tussen Flensburg en Padborg
DB 1004, spoorlijn tussen de aansluiting Wilhelminental en de aansluiting Friedensweg